# Arrigo Frusta
Arrigo Frusta, pseudonimo di Augusto Sebastiano Ferraris (Torino, 26 novembre 1875 – Torino, 12 luglio 1965), è stato un giornalista, sceneggiatore e regista cinematografico italiano del cinema muto.

## Biografia
Proveniente da un'agiata famiglia della borghesia torinese compì gli studi ginnasiali e liceali nel "Convitto Cicognini" di Prato, al termine dei quali frequentò l'università della sua città, dove si laureò in legge e divenne avvocato, professione che però esercitò per poco tempo, per intraprendere quella di giornalista. Compagno di studi e amico di Francesco Pastonchi fu anche poeta in lingua piemontese.
Nel 1908 lasciò la redazione del quotidiano la Gazzetta del Popolo e venne assunto dalla casa cinematografica Ambrosio Film come responsabile dei soggetti. Frusta scrisse centinaia di soggetti di ogni genere, originali e adattamenti da opere letterarie e teatrali, divenendo uno dei più attivi e prolifici sceneggiatori del cinema italiano. Fu anche regista di alcune pellicole tra le quali La bisbetica domata (1913) e Otello (1914), e comparve come attore nel cast del film Il granatiere Roland del 1910.
La sua collaborazione all'Ambrosio Film durò fino al 1915, ma la sua ultima sceneggiatura la firmò nel 1919 con il film L'autobus scomparso prodotto dalla Rodolfi Film.
Abbandonata l'attività cinematografica, si dedicò nuovamente al componimento di poesie in piemontese e fece alcune pubblicazioni. Soggiornò a lungo in Valle d'Aosta e morì a 89 anni nella sua città natale, dopo un ricovero in ospedale dovuto alla rottura di un femore.

## Filmografia

### Sceneggiatore
- L'asino poliziotto, regia di Giovanni Vitrotti – cortometraggio (1909)
- Prascovia, regia di Luigi Maggi – cortometraggio (1909)
- Marco Visconti, regia di Mario Caserini – cortometraggio (1909)
- Spergiura!, regia di Arturo Ambrosio e Luigi Maggi – cortometraggio (1909)
- Nerone, regia di Luigi Maggi – cortometraggio (1909)
- Lo sciancato, regia di Mario Morais – cortometraggio (1909)
- Il signore metodico, regia di Luigi Maggi – cortometraggio (1909)
- Le due madri, regia di Luigi Maggi – cortometraggio (1909)
- La mia vita (Memorie di un cane), regia di Luigi Maggi – cortometraggio (1909)
- Galileo Galilei, regia di Arturo Ambrosio, Luigi Maggi – cortometraggio (1909)
- Amore e patria, regia di Luigi Maggi – cortometraggio (1909)
- Il piccolo vandeano, regia di Luigi Maggi – cortometraggio (1909)
- Torquato Tasso, regia di Luigi Maggi – cortometraggio (1909)
- Pauli – cortometraggio (1910)
- L'ultimo ricordo, regia di Luigi Maggi – cortometraggio (1910)
- La più forte, regia di Luigi Maggi – cortometraggio (1910)
- Nostalgia del carcere – cortometraggio (1910)
- Ho perduto la chiave – cortometraggio (1910)
- Perché Fricot fu messo in collegio, regia di Marcel Fabre – cortometraggio (1910)
- Tracce misteriose – cortometraggio (1910)
- Imprudenza fatale – cortometraggio (1910)
- Mi hanno rubato la moglie – cortometraggio (1910)
- La vendetta del mare, regia di Luigi Maggi – cortometraggio (1910)
- Una chiamata improvvisa – cortometraggio (1910)
- Un fidanzato indegno, regia di Marcel Fabre – cortometraggio (1910)
- Fricot va in collegio, regia di Marcel Fabre – cortometraggio (1910)
- Cuore di vagabondo, regia di Luigi Maggi – cortometraggio (1910)
- Petit Louis d'or (Petit Louis d'Or), regia di Luigi Maggi – cortometraggio (1910)
- Isabella d'Aragona, regia di Luigi Maggi – cortometraggio (1910)
- Fricot impara un mestiere, regia di Marcel Fabre – cortometraggio (1910)
- La rivincita del dottore, regia di Luigi Maggi – cortometraggio (1910)
- Il segreto del lago, regia di Luigi Maggi – cortometraggio (1910)
- Fricot diventa libertino, regia di Marcel Fabre – cortometraggio (1910)
- Estrellita, regia di Luigi Maggi – cortometraggio (1910)
- Giusta vendetta, regia di Luigi Maggi – cortometraggio (1910)
- La gelosa, regia di Luigi Maggi – cortometraggio (1910)
- Il parapioggia di Fricot, regia di Marcel Fabre – cortometraggio (1910)
- Robinet appassionato pel dirigibile, regia di Marcel Fabre – cortometraggio (1910)
- Giovanni dalle bande nere, regia di Mario Caserini – cortometraggio (1910)
- Il romanzo di un fantino – cortometraggio (1910)
- La stanza segreta (Milleottocentrotrenta [1830]), regia di Giuseppe Gray e Luigi Maggi – cortometraggio (1910)
- Il guanto, regia di Luigi Maggi – cortometraggio (1910)
- Il segreto del gobbo, regia di Luigi Maggi – cortometraggio (1910)
- Robinet ha perso il treno, regia di Marcel Fabre – cortometraggio (1910)
- Il prurito di Robinet, regia di Marcel Fabre – cortometraggio (1910)
- Il delitto di un pescatore, regia di Luigi Maggi – cortometraggio (1910)
- Robinet costretto a fare il ladro, regia di Marcel Fabre – cortometraggio (1910)
- Capriccio di dama, regia di Luigi Maggi – cortometraggio (1910)
- La fucina, regia di Luigi Maggi – cortometraggio (1910)
- L'ultima amica, regia di Luigi Maggi – cortometraggio (1910)
- Il duello di Robinet, regia di Marcel Fabre – cortometraggio (1910)
- Il biglietto di favore, regia di Marcel Fabre – cortometraggio (1910)
- Alibi atroce, regia di Luigi Maggi – cortometraggio (1910)
- Il segreto della fidanzata, regia di Luigi Maggi – cortometraggio (1910)
- Robinet ha il sonno duro, regia di Marcel Fabre – cortometraggio (1910)
- Robinet vuol fare il jockey, regia di Marcel Fabre – cortometraggio (1910)
- Lo schiavo di Cartagine, regia di Arturo Ambrosio, Luigi Maggi e Roberto Omegna – cortometraggio (1910)
- Fricot impiegato municipale, regia di Marcel Fabre – cortometraggio (1910)
- Storia di un paio di stivali – cortometraggio (1910)
- Il Natale di Pierino – cortometraggio (1910)
- Gastone e Robinet vogliono prender moglie, regia di Marcel Fabre – cortometraggio (1910)
- Il pianoforte silenzioso. regia di Luigi Maggi – cortometraggio (1910)
- Il corriere dell'imperatore, regia di Luigi Maggi – cortometraggio (1910)
- La presa di Saragozza, regia di Luigi Maggi – cortometraggio (1910)
- La vergine di Babilonia, regia di Luigi Maggi – cortometraggio (1910)
- Il granatiere Roland, regia di Luigi Maggi – cortometraggio (1911)
- La regina di Ninive, regia di Luigi Maggi – cortometraggio (1911)
- La bambola di Luisetta – cortometraggio (1911)
- Nozze d'oro, regia di Arturo Ambrosio e Luigi Maggi – cortometraggio (1911)
- Il sogno di un tramonto d'autunno, regia di Luigi Maggi – cortometraggio (1911)
- L'innocente, regia di Edoardo Bencivenga – cortometraggio (1911)
- Il convegno supremo, regia di Luigi Maggi – cortometraggio (1911)
- Il debito dell'Imperatore, regia di Luigi Maggi – cortometraggio (1911)
- Sogno d'un tramonto d'autunno, regia di Luigi Maggi – cortometraggio (1911)
- Sisto V, regia di Luigi Maggi – cortometraggio (1911)
- La Gioconda, regia di Luigi Maggi – cortometraggio (1912)
- Il piccolo lustrascarpe – cortometraggio (1912)
- La mala pianta, regia di Mario Caserini (1912)
- La ribalta, regia di Mario Caserini (1912)
- Santarellina, regia di Mario Caserini (1912)
- Una partita a scacchi, regia di Luigi Maggi – cortometraggio (1912)
- La nave, regia di Edoardo Bencivenga – cortometraggio (1912)
- Il pellegrino, regia di Mario Caserini (1912)
- Raggio di sole – cortometraggio (1912)
- Sigfrido, regia di Mario Caserini – cortometraggio (1912)
- Alga turchina – cortometraggio (1912)
- Parsifal, regia di Mario Caserini (1912)
- Abele fratricida – cortometraggio (1912)
- Maritza (Episodio della guerra bulgara) – cortometraggio (1913)
- Il ragno, regia di Edoardo Bencivenga – cortometraggio (1913)
- La figlia di Zazà, regia di Luigi Maggi – cortometraggio (1913)
- I promessi sposi, regia di Eleuterio Rodolfi (1913)
- Cenerentola, regia di Eleuterio Rodolfi (1913)
- L'oca alla Colbert, regia di Eleuterio Rodolfi (1913)
- Gli ultimi giorni di Pompei, regia di Eleuterio Rodolfi (1913)
- Mater dolorosa, regia di Mario Caserini (1913)
- Agenzia Griffard, regia di Vitale De Stefano (1913)
- Gli artigli di Griffard, regia di Vitale De Stefano (1913)
- L'amazzone mascherata, regia di Baldassarre Negroni (1914)
- L'acqua miracolosa, regia di Eleuterio Rodolfi (1914)
- Rodolfi sposa la cuoca, regia di Eleuterio Rodolfi – cortometraggio (1914)
- Il leone di Venezia, regia di Luigi Maggi (1914)
- La du Barry (DuBarry), regia di Edoardo Bencivenga (1914)
- Amleto, regia di Arturo Ambrosio (1914)
- Fata Morgana, regia di Edoardo Bencivenga (1914)
- Il dottor Antonio, regia di Eleuterio Rodolfi (1914)
- I soldatini del Re di Roma, regia di Eleuterio Rodolfi – cortometraggio (1915)
- Romanticismo, regia di Carlo Campogalliani (1915)
- La Gorgona, regia di Mario Caserini (1915)
- Cuore ed arte, regia di Edoardo Bencivenga (1915)
- Val d'olivi, regia di Eleuterio Rodolfi (1916)
- Monna Vanna, regia di Mario Caserini (1916)
- L'autobus scomparso, regia di Eleuterio Rodolfi (1919)

### Sceneggiatore e regista
- Spia per vendetta – cortometraggio (1909)
- Buon anno! – cortometraggio (1909)
- La storia di Lulù (1910)
- Escursioni sulla catena del Monte Bianco (1910)
- La figlia di Iorio – cortometraggio (1911)
- Otello (1914)

### Regista
- Da Courmayeur al Colle del Gigante – cortometraggio (1910)
- Sulle dentate scintillanti vette – cortometraggio (1910)
- La madre e la morte – cortometraggio (1911)
- La bisbetica domata – cortometraggio (1913)

## Opere principali
- Durant 'l concert (1898)
- Faravosche - Torino, Tipografia G. Sacerdote (1901)
- Ji sônett dl'espôsissiôn d'arte decorativa moderna - Torino, Lattes (1902)
- Tempi beati. Storie allegre, crudeli e così così - Torino, Ediz. Palatine (1949)
- Ij sent and dël cìrcol dj'artista: capitoi dë storia an padre- lingua piemonteisa - Torino, I. Brandé (1951)
- Fassin-e 'd sabia - Torino, Centro studi piemontesi, Ca dë studi piemontèis (pubblicato postumo nel 1969)
- Prédiche aj givo - Torino, Centro studi piemontesi, Ca dë studi piemontèis (pubblicato postumo nel 1969)